# Jørgen Jürgensen
Jørgen Jürgensen (uneori numit Jørgen Jørgensen) (n. 29 Martie 1780, Copenhaga, Danemarca - d. 20 Ianuarie 1841, Hobart, Tasmania, Australia) a fost un aventurier danez. A fost în Islanda, unde a proclamat independența ei, el declarându-se rege, susținând că va preda puterea în momentul în care islandezii vor fi capabili să se autoguverneze. Intenția sa a fost de a stabili o societate liberală, în spiritul celor apărute în America și Europa acelor timpuri.

## Biografie
S-a născut într-o familie înstărită, tatăl său fiind ceasornicarul familiei regale daneze. Cunoștea engleza, franceza, germana și latina. De mic și-a dorit să călătorească, astfel că la vârsta de 16 ani se angajează ca mus pe un vas englezesc. Din 1799 lucreează pe o balenieră, ajungând la Cape Town și Sydney, în Australia (pe atunci Noua Olandă – New Holland), unde și rămâne, ca marinar pe vasul Lady Nelson. Se spune că ar fi primul care a ucis o balenă în râul Derwent din Tasmania, în 1804.
La întoarcerea în Danemarca, în 1807, Europa era angajată în războaiele napoleoniene. Flota britanică bombardează Copenhaga trei zile, pentru a distruge flota daneză și a o împiedica astfel să cadă în mâinile francezilor. Danezii îl numesc pe Jürgensen căpitan al navei Admiral Jawl, cu însărcinarea de a distruge nave britanice. La 2 martie 1808 nava sa este capturată iar Jürgensen cade prizonier.

## „Regele Islandei”
Mai târziu devine interpret pe o navă comercială engleză, Margaret and Anne, comandată de căpitanul Liston, cu care ajunge în Islanda. În acea perioadă Islanda, care avea aproximativ 48.000 locuitori, era sub dominație daneză, iar comerțul său era monopol danez, astfel că englezilor li se refuză cererile de comerț. Duminică, 25 iulie 1809, în fruntea a 12 marinari înarmați cu săbii și muschete, căpitanul Liston și Jürgensen îl arestează pe guvernatorul danez, contele Trampp. El proclamă independența Islandei, iar el se numește rege, cu titulatura Excelența sa, protectorul Islandei și comandant șef pe mare și uscat („his Excellency, the Protector of Iceland and the Commander in Chief by Sea and Land”). Începe construcția unui fort, creează un steag islandez, dă legi și decrete , și formează o gardă personală compusă din 12 marinari înarmați (care există și astăzi). La 9 august, o fregată engleză (H.M.S. Talbot) condusă de căpitanul Alex Jones, ajunge la Reykjavik și pune capăt „domniei” lui Jürgensen, restaurând dominația daneză, de această dată cu garantarea libertății comerțului englez în insulă.

## Evenimente ulterioare
Se pare că a participat la bătălia de la Waterloo. Se stabilește apoi la Londra, unde încearcă cariera de scriitor. Cade în patima beției și a jocurilor de noroc, este arestat și condamnat la moarte. Sentința îi este comutată la deportare în Tasmania (numită Van Diemen’s Land atunci), în 1826.
Se căsătorește cu o irlandeză, Norah Corbett, deportată din Cork în 1827. Devine explorator și botanist, scrie câteva cărți, printre care și o autobiografie (A Shred of Autobiography). Este absolvit de crimele sale și devine ofițer de poliție. Moare în 1841, în Hobart, capitala Tasmaniei.